# Baryontal
Inom partikelfysik är baryontalet (B) ett additivt kvanttal för ett system. Det definieras enligt:
{\displaystyle B={\frac {1}{3}}(n_{\text{q}}-n_{\rm {\overline {q}}})}
där {\displaystyle n_{\rm {q}}} är antalet kvarkar och {\displaystyle n_{\rm {\overline {q}}}} är antalet antikvarkar. Baryoner (tre kvarkar) har B = +1, mesoner (en kvark och en antikvark) har B = 0 och antibaryoner (tre antikvarkar) har B = −1. Exotiska hadroner som pentakvarkar (fyra kvarkar och en antikvark) och tetrakvarkar (två kvarkar, två antikvarkar) klassificeras som baryoner och mesoner beroende på deras baryontal.
I standardmodellen är B bevarande en oavsiktlig symmetri, vilket innebär att den förekommer i standardmodellen men ofta bryts i modeller bortom denna, såsom supersymmetri, storförenad teori (GUT) och strängteori.
Kvarkar har inte bara elektrisk laddning utan också färgladdning och svagt isospin. På grund av färginneslutning kan en hadron inte ha en nettofärgladdning; den totala färgladdningen för en partikel måste vara noll ("vit"). En kvark kan ha en av tre "färger" (röd, grön eller blå), medan en antikvark kan ha motsvarande "antifärger".
Hadroner kan vara "vita" genom att:
- ha en kvark och en antikvark med motsvarande färg och antifärg, vilket ger en meson med baryontal 0,
- ha tre kvarkar med olika färger, vilket ger en baryon med baryontal +1,
- ha tre antikvarkar med olika antifärger, vilket ger en antibaryon med baryontal −1.

Exotiska baryoner består av kombinationer av dessa arrangemang.
Baryontalet definierades innan kvarkmodellen etablerades. När kvarkmodellen infördes justerades värdet på baryontalet för kvarkar till en tredjedel av de tidigare definitionerna.
I teorin kan exotiska hadroner bildas genom att lägga till par av kvarkar och antikvarkar, där varje par har samma färg/antifärg. Exempelvis kan en pentakvark (fyra kvarkar och en antikvark) ha färgerna: röd, grön, blå, blå och antiblå. År 2015 observerade LHCb vid CERN pentakvarkar i sönderfallet av bottom lambdabaryoner (Λb).

## Partiklar som inte består av kvarkar
Partiklar utan kvarkar har baryontalet noll. Exempel är:
- leptoner – elektronen, myonen, tau-leptonen och deras motsvarande neutriner
- vektorbosoner – fotonen, W- och Z-bosonerna, gluoner
- skalär boson – Higgsbosonen
- andra ordningens tensorboson – den hypotetiska gravitonen

## Bevarande
Baryontalet är en bevarad kvantitet i standardmodellen vid perturbativa reaktioner, där det totala baryontalet för de initiala partiklarna är lika med baryontalet för de resulterande partiklarna. Baryontalsbrott har aldrig observerats experimentellt.
Dock kan varken baryontal eller leptontal strikt bevisas vara bevarade storheter på grund av icke-perturbativa effekter i standardmodellen, såsom sphaleroner och instantoner.
I storförenad teori (GUT) och supersymmetri kan en baryon förvandlas till en lepton och antikvarkar, vilket bryter bevarandet av både baryon- och leptontalet. Protonsönderfall är ett exempel på ett sådant brott, men har ännu inte observerats. Neutrinolöst dubbel beta-sönderfall skulle bryta mot både leptontal och baryontal, medan neutron-till-antineutronoscillation skulle bryta baryontalet med −2 enheter.
Bevarandet av baryontalet är heller inte förenligt med svarta håls avdunstning genom Hawkingstrålning. Kvantgravitation förväntas bryta bevarandet av globala symmetrier.

## Experiment
Experimentella sökningar efter baryontalsbrott inkluderar:
- Kamiokande (1985) [6]
- ILL-experimentet (1994)[7]
- Super-Kamiokande (1999)[8]

Planerade experiment inkluderar:
- Hyper-Kamiokande[9]
- HIBEAM[10]